# Isangel

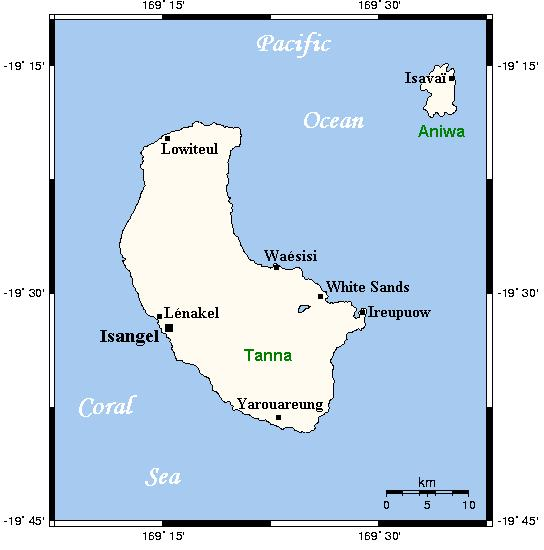
Isangel på engelskspråkig karta över Tanna.

Isangel är en stad i Vanuatu. Den ligger på ön Tanna, och är administrativ huvudstad i provinsen Tafea. Staden har ungefär 1 200 invånare, varav de flesta är melanesier. De största språken är lénakel, ett tannaspråk och det nationella språket bislama, ett kreolspråk.
Isangel ligger nära Tannas största stad, Lénakel.